# 드미트로프
드미트로프(러시아어: Дми́тров)는 러시아 모스크바주 드미트롭스키군에 있는 도시이다. 모스크바에서는 북쪽으로 64km에 위치해 있다. 야흐로마강이 흐르고, 모스크바 운하가 위치해 있다. 볼가강으로 가는 통로를 연결시켜 준다.

## 도시 정보
- 시간대: UTC+3 (모스크바 시간대)
- 인구: 6만2,219명 (2002년); 6만1,500명 (2004년).

## 자매 도시
- 미국 버클리
- 벨라루스 en:Maryina Horka
- 몰도바 르브니차
- 네덜란드 알메러
- 압하지야 피춘다
- 라트비아 레제크네